# روملفینگ
روملفینگ (به فرانسوی: Romelfing) یک کمون در فرانسه است که در Canton of Fénétrange واقع شده‌است.

## خصوصیات
روملفینگ ۱۰٫۶۹ کیلومترمربع مساحت و ۳۷۷ نفر جمعیت دارد و ۲۵۴ متر بالاتر از سطح دریا واقع شده‌است.